# Кирьяново (Юрлинский район)
Кирьяново — нежилой посёлок в Юрлинском районе Пермского края на реке Кодыл, впадающей в реку Зула, в 28 км от села Юрла. Входит в состав Усть-Зулинского сельского поселения.

## История
Название получил от деревни Кирьянова, располагавшейся в 5 км к северо-западу от посёлка. Деревня Кирьянова на реке Зула возникла до 1882 года. Последний житель из деревни выехал в 1970 году.
В 1937 году в Юрлинском районе создан Кирьяновский мехлесопункт с вывозкой древесины автомашинами. В 1940 на Кирьяновском мехлесопункте было организовано кирпичное производство. В начале 40-х в Кирьяново проживали финны, в 1941 году умерло 5 человек. 1945—1948 годах жили репатриированные украинцы и литовцы. За этот период умерло 17 человек. В 1948 году посёлок получил свет от лесопильной станции. В посёлке был построен детский дом, механическая мастерская, большой клуб со зрительным и читальным залом. В 1950 году в посёлке числилось 52 спецпереселенца 52 чел. (23 семьи советских немцев, в том числе мужчин — 21, женщин — 14, детей до 16 лет — 17), в 1951 году числилось 56 спецпереселенцев (14 семей немцев и 11 семей литовцев, в том числе мужчин — 16, женщин — 18, детей до 16 лет — 22). В спецпоселении располагался Спецкомендатура № 102 п. Кирьяново Юрлинского района Молотовской области.